# Bouca
Bouca este un oraș din Republica Centrafricană.